# Neleu de Escépsis
Neleu de Escépsis (em grego:  Νηλεύς), era filho de Corisco de Escépsis. Ele foi um discípulo de Aristóteles e Teofrasto, o último dos quais lhe legou sua biblioteca, e o nomeou um de seus executores. Neleu supostamente levou os escritos de Aristóteles e Teofrasto de Atenas para Escépsis, onde seus herdeiros os deixaram definhar em um porão até o século I a.C, quando Apelicão descobriu e comprou os manuscritos, trazendo-os de volta a Atenas.